# Vuelta a Murcia 2013
La 32º edición de la Vuelta a Murcia (oficialmente: Vuelta Ciclista a Murcia), se disputó el sábado 23 de febrero de 2013 por un circuito por la región de Murcia con inicio en Murcia y final en el Castillo de Lorca, sobre un trazado de 182,5 km.
La prueba perteneció al UCI Europe Tour 2012-2013 de los Circuitos Continentales UCI, dentro de la categoría 1.1; cambiando de categoría respecto a años anteriores, aunque manteniendo su status de .1, ya que pasó a ser carrera de una sola etapa debido a "problemas económicos".
Participaron 11 equipos. Los 2 equipos españoles de categoría UCI ProTeam (Movistar Team y Euskaltel-Euskadi); y el único de categoría Profesional Continental (Caja Rural); y 1 de categoría Continental (Euskadi). En cuanto a representación extranjera, estuvieron 7 equipos: los UCI ProTeam del Blanco Pro Cycling Team, Vacansoleil-DCM Pro Cycling Team y Astana Pro Team; y los Profesionales Continentales del Cofidis, Solutions Crédits, Team NetApp-Endura, CCC Polsat Polkowice y Sojasun. Formando así un pelotón de 87 ciclistas, con 8 corredores cada equipo (excepto el Sojasun que salió con 7), de los que acabaron 65.
En ganador fue Dani Navarro tras culminar con escaso margen una escapada producida a 30 km de meta. Le acompañaron en el podio Bauke Mollema y Alejandro Valverde (quien se hizo con la clasificación de los murcianos), respectivamente.
En las otras clasificaciones secundarias se impusieron Antonio Piedra (montaña), Jan Bárta (metas volantes) y Cofidis, Solutions Crédits (equipos).

## Clasificación final
| \| Posición \| Ciclista \| Equipo \| Tiempo \| \| -------- \| ------------------ \| -------------------------- \| --------------- \| \| 1. \| Dani Navarro \| Cofidis, Solutions Crédits \| 4 h 40 min 32 s \| \| 2. \| Bauke Mollema \| Blanco \| m.t. \| \| 3. \| Alejandro Valverde \| Movistar \| m.t. \| \| 4. \| Robert Gesink \| Blanco \| m.t. \| \| 5. \| Luis Ángel Maté \| Cofidis, Solutions Crédits \| m.t. \| \| 6. \| Igor Antón \| Euskaltel Euskadi \| m.t. \| \| 7. \| Davide Rebellin \| CCC Polsat Polkowice \| m.t. \| \| 8. \| Jakob Fuglsang \| Astana \| m.t. \| \| 9. \| Jonathan Hivert \| Sojasun \| m.t. \| \| 10. \| Josué Moyano \| Caja Rural \| m.t. \| |                    |                            |                 |
| Posición | Ciclista           | Equipo                     | Tiempo          |
| 1. | Dani Navarro       | Cofidis, Solutions Crédits | 4 h 40 min 32 s |
| 2. | Bauke Mollema      | Blanco                     | m.t.            |
| 3. | Alejandro Valverde | Movistar                   | m.t.            |
| 4. | Robert Gesink      | Blanco                     | m.t.            |
| 5. | Luis Ángel Maté    | Cofidis, Solutions Crédits | m.t.            |
| 6. | Igor Antón         | Euskaltel Euskadi          | m.t.            |
| 7. | Davide Rebellin    | CCC Polsat Polkowice       | m.t.            |
| 8. | Jakob Fuglsang     | Astana                     | m.t.            |
| 9. | Jonathan Hivert    | Sojasun                    | m.t.            |
| 10. | Josué Moyano       | Caja Rural                 | m.t.            |